# Liga Catalana
La temporada 1937-38, en plena Guerra Civil no se disputó el campeonato de Liga de España y tampoco se pudo disputar la Liga Mediterránea de fútbol de la temporada anterior. Fue organizada una Liga Catalana con participación de 10 clubes (los 5 primeros de Primera A, los 4 primeros de Primera B y el primero de Segunda). Finalmente por la guerra la copa no tuvo un final, y algunos equipos restaron prácticamente sin jugar (como el Manresa, que sólo jugó dos partidos). El F. C. Barcelona quedó prácticamente campeón. La clasificación final fue: 

| Equipo            | PJ | PG | PE | PP | GF | GC | Puntos |
| ----------------- | -- | -- | -- | -- | -- | -- | ------ |
| F. C. Barcelona   | 17 | 14 | 1  | 2  | 86 | 26 | 42     |
| U. E. Sants       | 16 | 10 | 3  | 3  | 66 | 37 | 33     |
| L'Avenç del Sport | 16 | 8  | 2  | 6  | 39 | 33 | 26     |
| RCD Español       | 16 | 6  | 6  | 4  | 44 | 44 | 24     |
| C. E. Europa      | 16 | 7  | 3  | 6  | 47 | 39 | 17     |
| F. C. Martinenc   | 16 | 7  | 2  | 7  | 39 | 34 | 16     |
| C. E. Júpiter     | 17 | 4  | 2  | 11 | 25 | 76 | 10     |
| F. C. Badalona    | 16 | 4  | 2  | 10 | 47 | 50 | 10     |
| Iluro S. C.       | 16 | 2  | 3  | 11 | 31 | 55 | 7      |
| C. E. Manresa     | 2  | 0  | 0  | 2  | 4  | 14 | 0      |